# Орзоаја де Сус (Прахова)
Орзоаја де Сус (рум. Orzoaia de Sus) насеље је у Румунији у округу Прахова у општини Урлаци. Oпштина се налази на надморској висини од 192 m.

## Становништво
Према подацима из 2002. године у насељу је живело 145 становника, од којих су сви румунске националности.